# Lovska zveza Slovenije
Lovska zveza Slovenije (LZS) je nacionalna stanovska zveza v Sloveniji, ki deluje v interesu svojih članic, katere so slovenske lovske družine in lovska društva, ter ostale organizacije, katerih delovanje je povezana z divjadjo, lovstvom in varstvom okolja, pod pogojem, da cilji in delovanje teh organizacij niso v nasprotju s cilji LZS. Ima poglavitno vlogo na slovenskem območju na področju trajnostnega gospodarjenja z divjadjo, kar opravlja v skladu s cilji organizacije.
LZS je včlanjena v Združenju zvez za lov in varstvo divjadi v Evropski skupnosti in Mednarodnem svetu za lovstvo in ohranjanje divjadi.

## Zgodovina

### Pred drugo svetovno vojno
Med vidnejšimi nosilci narodnega programa na Slovenskem na prelomu 19. in 20. stoletja, ki so bili tudi lovsko zavzeti ljudje, je vse bolj  zorela pobuda, da bi ustanovili organizacijo, ki bi združevala slovenske lovce v vseh takratnih deželah in tako je bil v Ljubljani 16. oktobra leta 1907 ustanovljen Slovenski lovski klub. Njegov prvi predsednik je postal ljubljanski župan Ivan Hribar, gonilna sila pri ustanavljanju slovenske lovske organizacije pa je bil dr. Ivan Lovrenčič. Ustanovitelji slovenske lovske organizacije, zlasti še dr. Ivan Lovrenčič,  so  od vsega začetka poudarjali in izpostavljali slovenski značaj nove organizacije in njeno dolgoročno naravovarstveno usmeritev. To je bila strateška opredelitev, ki je slovenske lovce uvrstila med resnične varuhe narave in skrbne gojitelje divjadi že v časih, ki so bili še  zelo naklonjeni divjadi in lovstvu. Dr. Ivan Lovrenčič je brez dlake na jeziku vedno znova opozarjal, da »mi ne smemo biti samo lovci, ampak tudi zaščitniki narave«. Pri tem je rad uporabil besede grofa S. Tarouca: »Kein Heger – Kein Jäger« – »kdor ne goji – naj tudi ne lovi«. Njegovo  temeljno izhodišče je bilo, da »način lova mora biti tak, da ž njim nista spojena le užitek in zabava, ampak tudi varstvo in skrb za divjačino. To leži v interesu vsakega lovca in kdor tega ne prizna, ta naj si ne lasti tega naslova, ker si ga en zasluži, samem saj je lov oni teren, kjer prenehajo vse razlike stanu, bogastva, časti itd., kjer se pozna in upošteva le ena lastnost, lastnost – lovca«.  Slovenski lovski klub, kot začetek in predhodnik sodobne lovske organizacije na Slovenskem, je znal pravilno izpostaviti tudi naloge na področju lovske kulture in izobraževanja, kinologije in založništva.19. marca 1909 se je Slovenski lovski klub preimenoval v Slovensko lovsko društvo (SLD). To se je zgodilo na občnem zboru, ki je bil v ljubljanskem hotelu Ilirija. Takrat je društvo štelo vsega skupaj 170 članov, od  katerih jih je bilo 53 v Ljubljani. Društveni predsednik in ljubljanski župan Ivan Hribar se omenjenega občnega zbora zaradi obveznosti v dunajskem parlamentu ni udeležil, tako da je zborovanje vodil dr. Ivan Lovrenčič. Za predsednika je bil vnovič izvoljen Ivan Hribar, za podpredsednika pa dr. Ivan Lovrenčič.
Od leta 1921 so zaradi lažjega poslovanja ustanavljali podružnice (Radovljica, Ptuj, Murska Sobota, Maribor, Celje). Slovensko društvo se je leta 1936 preoblikovalo v Zvezo lovskih društev v Dravski banovini.  V zvezo je bilo včlanjenih štirinajst lovskih društev, ki so bile nekdanje podružnice Slovenskega lovskega društva. Podružnice so bile Ljubljana, Maribor, Celje, Ptuj, Ljutomer, Murska Sobota, Kranj, Ribnica, Novo mesto, Krško, Črnomelj, Stari trg ob Kolpi, Trbovlje). Članstvo je v svojih najboljših časih segalo tudi do 6000 lovcev, kar pa je zelo okrnila druga svetovna vojna. Zveza lovskih društev je zastopala interese lovcev in skrbela za napredek lovstva v Banovini Banovinska lovska Zveza je bila včlanjena v Osrednjo zvezo lovskih društev Kraljevine Jugoslavije.

### Po drugi svetovni vojni
Med drugo svetovno vojno je lovstvo v Sloveniji stagniralo, zato so morali po vojni v večjih krajih na novo delovati lovska društva, ki so se kasneje združile v Zvezo lovskih društev LR Slovenije. V skladu z lovskim zakonom so ustanovili lovske družine, ki so povezale v okrajne lovske svete, ti pa v Lovski svet Ljudske republike Slovenije. Lovski svet LR Slovenije se je preimenoval v Republiško lovsko zvezo, ta pa leta 1958 v Lovsko zvezo Slovenije.
Preteklo sodelovanje z lovskimi organizacijami je vodilo v ustanovitev Delovne skupnosti lovskih zvez jugovzhodnega alpskega prostora, leta 1981.
Lovska zveza Slovenije je bila do osamosvojitve članica Lovske zveze Jugoslavije, istega leta (1991), pa je bila sprejeta v Mednarodni svet za lovstvo in ohranitev divjadi (CIC) in dve leti pozneje v Skupnost evropskih lovskih zvez.

## Naloge
Najpomembnejše naloge LZS so tiste, ki jih opravlja v javnem interesu. Pri vseh nalogah se LZS dejavno zavzema za uveljavljanje ciljev in programskih usmeritev občnega zbora LZS. Poglavitne naloge so izobraževanje in organiziranje izpitov za lovce in lovske čuvaje, naravovarstveno ozaveščanje članov in komuniciranje z lastniki zemljišč ter širšo javnostjo, razvoj lovske kinologije, izdajanje strokovne literature s področja lovstva in divjadi ter opravljanje drugih nalog javnega interesa s področja varstva narave in divjadi ter lovstva, ki jih določa zakon.
Prav tako ima vlogo pri pripravljanju strokovnih podlag za določitev biohabitatov in biokoridorjev, ki so poglavitnega pomena za ohranitev ogoroženih vrst velike divjadi. Z drugimi organi sodeluje pri ustvarjanju kriterijev za namene evidentiranja odstrela in izgube divjadi in skrbi za primernost metod in meril za ugotavljanje višine škode.
Naloge, ki so v interesu zveze kot take so spodbujanje in krepljenje lovske kulture v obliki zborovskega petja, lovskih rogistov, tekmovanja iz jelenjega rukanja, ter spodbujanje nastajanja lovskih leposlovnih del in upodabljajočo umetnost z lovsko tematiko. Prav tako LZS vodi svoj interni informacijski sistem imenovan Lisjak.

## Cilji
Poglaviten cilj LZS je zagotavljanje etičnosti lova, enotnosti slovenske lovske organizacije in odgovornega izvajanja nalog LZS in njenih članov. Dolgoročni cilji so tudi uveljavljanje statusa samostojne lovske in naravovarstvene nevladne organizacije, vzdžrevanje enotnosti lovske organizacije, zagotavljanje javnih podatkovnih baz in evidenc s področja lovstva in varstva okolja.
Informiranje tako članov kot širše javnosti poteka tako preko spleta kot tudi preko močne založniške dejavnosti.

## Organizacija

### Občni zbor
Vse daljnosežne odločitve sprejema občni zbor LZS, katerega sestavljajo vse članice LZS. Glavne pristojnosti občnega zbora so, da voli in razrešuje organe LZS ter funkcionarje LZS, sprejema pravila in spremembe pravil ter programske usmeritve za delo LZS.

### Upravni zbor
Upravni odbor LZS skrbi za uresničevanjih programskih usmeritev, pravil in aktov LZS, kateri so bili sprejeti s strani občnega zbora LZS. Sestavljajo ga predsednik LZS in ostali člani upravnega odbora, katere se voli z ozirom na enakomerno teritorialna zastopanost lovskih družin in upravljalk lovišč na vseh področjih Republike Slovenije.
Glavne naloge upravnega odbora so ustvarjanje sklepov o sklicu občnega zbora, določanje letnega članskega prispevka, obravnava in sprejem letnega načrt dela in določanje proračuna za izvedbo le-tega, upravljanje s premoženjem. Prav tako je zadolžen za sprejem drugih splošnih aktov, kot so sprejem ali izključitev članic iz zveze, imenovanje urednikov glasila Lovec in podobne administrativne zadeve.

### Nadzorni odbor
Poglavitna naloga nadzornega odbora je nadzor vseh organov LZS, še poseben finančno in drugo materialno poslovanje. O svojem delu je dolžan poročati občnemu zboru, o ugotovitvah pa ga sproti obvešča. Skupno šteje 5 članov, katere izvoli občni zbor.

### Razsodišče
Razsodišče je sodno telo LZS, ki odloča o ravnanju članice LZS, ko ravnanja le-te niso v skladu s cilji in nalogami ter opredeljenimi programskimi usmeritvami LZS. Razsodišče je prisotno tudi v primeru spora dveh ali več članic, v primeru, da se vse vpletene strani s tem strinjajo. V sporu razsodišče poskuša doseči spravo, ki je zavezujoča za vse udeležence spora. Razsodišče šteje 9 ljudi, katere izvoli občni zbor. V posameznem postopku nastopajo trije člani, ki jih glede na okolišče imenuje predsednik razsodišča.

### Odbor etičnega kodeksa
Odbor etičnega kodeksa skrbi za uveljavljanje pravil Etičnega kodeksa slovenskih lovcev. Poleg poučevanja in pojasnjevanja etičnega kodeksa tudi razsoja in ocenjuje posamezna dejanja lovcev. Odbor šteje 9 članov, katere izvoli občni zbor. Člani odbora lahko kadarkoli predlagajo spremembe in dopolnitve etičnega kodeksa.

## Lovski etični kodeks
Lovski etični kodeks narekuje dokument z imenom Etični kodeks slovenskih lovcev, ki je najvišji in samostojni dokument, ki narekuje etične norme vsakega slovenskega lovca. Etični kodeks lahko, za razliko od različnih pravil in aktov, ki se lahko spreminjajo letno, več desetletij ostane nespremenjen. Vsi zakoni, podzakonski predpisi in akti o lovskih organizacijah bi naj bili v skladu z Etičnim kodeksem slovenskih lovcev. 
Etične norme slovenskih lovcev temeljijo na dejstvu, da je lov sestavni del trajnostne rabe in da mora lovec v odnosu do žive in mrtve divjadi ravnati zakonito, humano in v skladu s predpisih, kar posamezen lovec doseže z notranjo konotrolo. Lovec mora biti častna oseba, ki ima do narave, divjadi, do tovarišev in družbenega okolja spoštljiv odnos.

### Zaprisega slovenskega lovca
Spoštovani lovski tovariši, pred Vami ter pred našo skupni in edino Naravo prisegam, da sprejemam načela in določbe Etičnega kodeksa slovenskih lovcev, po katerih se bom ravnal v svojem življenju in dokler bom imel čast biti lovec. Pri posegih v naravo bom uresničeval načelo trajnostne rabe. Lovil bom zakonito, po strokovnih smernicah in lovsko pravično ter v skladu z notranjo etično kontrolo. Spoštoval bom odločitve lovske organizacije in si prizadeval za ugled lovstva ter za lovsko tovarištvo. Ohranjal in širil bom lovsko kulturo ter utrjeval narodno in naravovarstveno zavest.

## Odlikovanja in nagrade
Leta 1997 je zveza prejela častni znak svobode Republike Slovenije z naslednjo utemeljitvijo: »za nacionalno, napredno in naravovarstveno naravnanost v vseh devetdesetih letih obstajanja«.